# پتاسیم سدیم تارترات
پتاسیم سدیم تارترات (به انگلیسی: Potassium sodium tartrate) یا نمک راشل ، (Rashel salt)با فرمول شیمیایی KNaC۴H۴O۶·4H۲O یک ترکیب شیمیایی با شناسه پاب‌کم ۹۸۵۵۸۳۶ است. که جرم مولی آن ۲۸۲٫۱ g/mol می‌باشد. شکل ظاهری آن به صورت پودر سفید رنگ و همانند نمک می باشد.  
نمکی دو برابر از سدیم و پتاسیم برای اسید تارتاریک است. اولین بار (حدود سال 1675) توسط شیمی دان پیر سنت ، از لا روشل ، فرانسه تهیه شد. اولین موادی که در پیزوالکتریکی کشف شد تارتارات پتاسیم ، سدیم و مونو پتاسیم فسفات بودند. این ویژگی منجر به استفاده گسترده آن در گرامافون "بلور" (تلفن) ، هدست و میکروفون در زمان رونق الکترونیک مصرفی پس از جنگ جهانی دوم در اواسط قرن بیستم شد. این ترانسفورماتورها دارای خروجی فوق العاده زیاد با خروجی هدفون معمولی 2 ولت یا بیشتر هستند. نمک روشل مرطوب است ، بنابراین در صورت ذخیره شدن در شرایط مرطوب ، هر ترانسفورماتور مبتنی بر این ماده تحت تأثیر قرار می گیرد. یک ترکیب شیمیایی با شناسه پاب‌کم ۹۸۵۵۸۳۶ است. که جرم مولی آن ۲۸۲٫۱ g/mol می‌باشد. شکل ظاهری آن به صورت پودر سفید رنگ و همانند نمک می باشد. 
نقطه جوش: نقطه جوش 220 درجه سانتیگراد (428 درجه فارنهایت؛ 493 درجه کلوین) . بدون آب در دمای 130 درجه سانتیگراد ؛ در 220 تجزیه می شود. 
حلالیت:حلالیت در آب 26 گرم در 100 میلی لیتر در دمای 0 درجه سانتیگراد و 66 گرم در 100 میلی لیتر در دمای 26 درجه سانتیگراد اما وضعیت حلالیت در اتانول نامحلول است. 
آماده سازی:
ماده اولیه پتاسیم بی‌تارترات با حداقل محتوای تارتاریک اسید 68٪ است. این ابتدا در آب یا مادر آبدسته قبلی حل می شود. سپس با  سدیم هیدروکسید داغ به pH 8 صابون شده ، با کربن فعال رنگ زدایی شده و قبل از فیلتر تصفیه شیمیایی می شود. فیلتر تصفیه شده در دمایآب‌سنج 100 درجه سانتیگراد تا دمایآب‌سنج 42 درجه سانتیگراد تبخیر می شود و به دانه هایی می رسد که نمک Seignette با خنک شدن آهسته متبلور می شود. نمک با سانتریفوژ ، همراه با شستشوی گرانول ها ، از مشروبات الکلی مادر جدا شده و در کوره دوار خشک شده و قبل از بسته بندی الک می شود. اندازه دانه های تجاری در بازاری از 2000 میکرومتر تا <250 میکرومتر (پودر) است.
بلورهای بزرگتر نمک روشل تحت شرایط کاهش گرانش و همرفت روی صفحه اسکای‌لب رشد کرده اند .
کاربردها :
- در صنعت آبکاری الکتریکی از نمک راشل به عنوان ماده اولیه استفاده می شود.
- در پزشکی از نمک راشل به عنوان یک داروی ملین استفاده می شود.
- از نمک راشل در پروسه نقراه ای کردن آینه استفاده می شود.
- در کاغذ سیگار[۵] به عنوان یک شتاب دهنده احتراق شبیه به یک اکسید کننده استفاده می شود.
- در سنتز آلی ، از آن در فرآیندهای آبی برای تجزیه امولسیون استفاده می شود ، به ویژه برای واکنش هایی که در آن از یک واکنش‌گر ناب هیدرید پایه آلومینیوم استفاده شده است.[۶]
- در صنایع غذایی به عنوان مهار کننده یون های فلزی و بافر ایفای نقش می کند.[۷] این یک رسوب شایع در بلورشناسی پرتو ایکس است و همچنین ماده ای در معرف آزمون بیوره است که برای اندازه گیری غلظت پروتئین استفاده می شود .
- به منظور آبکاری مس از نمک راشل به عنوان حمام استفاده می شود. این ماده یونهای مس را در محلول با pH قلیایی حفظ می کند.
- میتوان به عنوان تبدیل کننده لرزش(صوت) به نیروی الکتریکی از آن بهره برد.

پیزوالکتریکی:
در سال 1824 ، سر دیوید بروستر اثرات پیزوالکتریکی را با استفاده از نمکهای راشل نشان داد  که منجر به نامگذاری وی اثر پیروالکتریسیته شد . 
در سال 1919 ، الكساندر McLean Nicolson با نمك Rochelle در ساخت اختراعات مرتبط با صدا مانند میكروفون و بلندگو در آزمایشگاه های بل كار كرد.
ترکیبات مرتبط:
اسید پتاسیم تارتارات
تارتارات آلومینیوم
تارتارات آمونیوم
سدیم تارترات
سدیم آمونیوم تارتارات
کلسیم تارتارات
پتاسیم تارترات
آنتی مونیل تارتارات پتاسیم
اسید Metatartaric